# Canton de Montpellier-3
Le canton de Montpellier 3 est une circonscription électorale française située dans le département de l'Hérault, dans l'arrondissement de Montpellier.

## Représentation

### Conseillers généraux de 1833 à 2015
| Période | Période           | Identité                             | Étiquette               | Qualité |
| ------- | ----------------- | ------------------------------------ | ----------------------- | --- |
| 1833    | 1848              | Jean Antoine Renouvier               | Majorité ministérielle  | Avocat, propriétaire, adjoint au maire de Montpellier Ancien député (1827-1834)                                           |
| 1848    | 1852              | Amédée Joseph Blaise Henri Vernhette | Droite Monarchiste      | Magistrat, ancien Préfet, domicilié à Montpellier Représentant du peuple (1849-1851)                                      |
| 1852    | 1861 (décès)      | Hoche Saint-Pierre                   |                         | Propriétaire, pharmacien, maire de Montpellier en 1848, ancien conseiller d'arrondissement                                |
| 1861    | 1871              | François Joseph Vailhé               |                         | Agrégé à la Faculté de médecine Adjoint au Maire de Montpellier                                                           |
| 1871    | 1878 (démission)  | Auguste Galtier                      |                         | Avocat à Montpellier |
| 1878    | 1883              | Léon Coste                           |                         | Docteur-médecin Maire de Montpellier (1871 et 1876-1878)                                                                  |
| 1883    | 1899 (démission), | Louis Tédenat                        | Radical puis Socialiste | Négociant en engrais à Montpellier                                                                                        |
| 1899    | 1901              | Jules Huriaux                        | Rad.                    | Avocat à la cour pénale et d'appel de Montpellier et Président du conseil d'arrondissement                                |
| 1901    | 1907              | Paul Pezet                           | Rad.                    | Docteur en médecine Député (1914-1919) - Maire de Montpellier (1901-1904)                                                 |
| 1907    | 1907 (démission)  | Ernest Ferroul                       | Socialiste              | Viticulteur |
| 1907    | 1919              | Paul Pezet                           | Rad.                    | Docteur en médecine Député (1914-1919) - Maire de Montpellier (1901-1904)                                                 |
| 1919    | 1925              | Émile Valentin                       | Rad.                    | Typographe à Montpellier                                                                                                  |
| 1925    | 1928 (démission)  | Pierre Viala                         | Rad.                    | Inspecteur général de la viticulture Membre de l'Institut - Député (1919-1924)                                            |
| 1928    | 1938 (démission)  | Vincent Badie                        | Rad.                    | Avocat - Député (1936-1940) Élu en 1938 dans le Canton de Gignac                                                          |
| 1938    | 1940              | Paul Bernard                         | Rad.                    | Avocat à Montpellier |
|         |                   |                                      |                         | |
| 1945    | 1973              | Paul Bernard                         | Rad.                    | Avocat à Montpellier |
| 1973    | 1988 (démission)  | René Couveinhes                      | UDR puis RPR            | Chef de cabinet du Secrétaire d'État à l'intérieur Député (1968-1973) et (1986-1997) Maire de La Grande-Motte (1974-1993) |
| 1989    | 1992              | Jean-Pierre Grand                    | RPR                     | Attaché parlementaire Maire de Castelnau-le-Lez (1983-2017) Élu en 1992 dans le canton de Castelnau-le-Lez                |
| 1992    | 1998              | Philippe Couveinhes                  | RPR                     | Ancien directeur de cabinet du Préfet de Charente-Maritime Maire de La Grande-Motte (1993-1995)                           |
| 1998    | 2014 (démission)  | Philippe Saurel                      | PS puis DVG             | Chirurgien-dentiste Adjoint au maire de Montpellier (1998-2014) Maire de Montpellier (2014-2020)                          |
| 2014    | 2015              | Michèle Dray-Fitoussi                | DVG                     | Assistante juridique Conseillère municipale de Montpellier                                                                |

### Conseillers d'arrondissement (de 1833 à 1940)
| Période | Période          | Identité                                  | Étiquette   | Qualité |
| ------- | ---------------- | ----------------------------------------- | ----------- | --- |
| 1833    | 1839             | Hoche Saint-Pierre ainé (1799-1861)       |             | Propriétaire à Montpellier (maire en 1848)                                                                  |
| 1839    | 1848             | Joseph Grasset (1805-1884)                |             | Vice-Président du Tribunal civil de Montpellier                                                             |
| 1848    | 1852             | Jean Paul Marcel Pradier fils             | Droite      | Avocat à Montpellier                                                                                        |
| 1852    | 1861             | Clément Monestier                         |             | Maire de Lavérune                                                                                           |
| 1861    | 1867             | Gabriel Alfred Bédarride fils (1830-1915) |             | Avocat à Montpellier, maire de Villeveyrac                                                                  |
| 1867    | 1871             | Paulin Poulalion (1837-1907)              |             | Avocat et négociant en vins à Saint-Georges-d'Orques                                                        |
| 1871    | 1880 (décès)     | Jean Gilodes (1812-1880)                  | Républicain | Propriétaire à Celleneuve, Montpellier                                                                      |
| 1880    | 1898             | Claude Baissette                          | Républicain | Vétérinaire à Fabrègues                                                                                     |
| 1898    | 1899 (démission) | Jules Huriaux                             | Radical     | Avocat à la Cour d'appel de Montpellier                                                                     |
| 1899    | 1904             | Frédéric Saint- Pierre                    |             | Propriétaire de vignobles, maire de Saint-Georges-d'Orques                                                  |
| 1904    | 1910             | Jules Huriaux                             | Soc.ind.    | Avocat à la Cour d'appel de Montpellier, ancien conseiller général, Président du Conseil d'arrondissement   |
| 1910    | 1919             | Antoine Fézou                             | Radical     | Propriétaire à Celleneuve                                                                                   |
| 1919    | 1922             | Hippolyte Martin                          |             | Maire de Saint-Jean-de-Védas                                                                                |
| 1922    | 1928             | Paul Bouttes                              | SFIO        | Négociant, propriétaire, conseiller municipal de Montpellier                                                |
| 1928    |                  | Charles Rouch (1874-1960)                 | SFIO        | Propriétaire terrien, adjoint au maire de Montpellier                                                       |
|         | 1934             | Charles-Henri Nègre                       | PRS         | Représentant, Montpellier                                                                                   |
| 1934    | 1940             | Oswald Genouy                             | Radical     | Ancien agent consulaire, conseiller municipal de Montpellier                                                |
| 1940    |                  |                                           |             | Les conseils d'arrondissement ont été suspendus par la loi du 12 octobre 1940 et n'ont jamais été réactivés |

### Conseillers départementaux après 2015
| Période élective | Période élective | Mandat | Mandat             | Identité              | Nuance | Nuance | Qualité                                                                                          |
| ---------------- | ---------------- | ------ | ------------------ | --------------------- | ------ | ------ | ------------------------------------------------------------------------------------------------ |
| 2015             | 2021             | 2015   | 2021               | Michèle Dray-Fitoussi |        | LREM   | Assistante juridique                                                                             |
| 2015             | 2021             | 2015   | 2021               | Sauveur Tortorici     |        | LREM   | Commerçant                                                                                       |
| 2021             | 2028             | 2021   | 19/02/2023 (décès) | Serge Guidez          |        | PS     | Président du comité de quartier des Aubes Ancien Président du Montpellier Rugby Club Association |
| 2021             | 2028             | 2023   | en cours           | Jérôme Moynier        |        | PS     | Technicien territorial                                                                           |
| 2021             | 2028             | 2021   | en cours           | Karine Wisniewski     |        | PS     | Responsable d'équipe dans une mutuelle                                                           |

### Résultats détaillés

#### Élections de mars 2015
À l'issue du 1er tour des élections départementales de 2015, deux binômes sont en ballottage : Michèle Dray-Fitoussi et Sauveur Tortorici (DVG, 23,14 %) et Jean-Paul Benglia et Jocelyne Goeller (FN, 18,79 %). Le taux de participation est de 46,58 % (13 262 votants sur 28 474 inscrits) contre 51,87 % au niveau départemental et 50,17 % au niveau national.
Au second tour, Michèle Dray-Fitoussi et Sauveur Tortorici (DVG) sont élus avec 73,81 % des suffrages exprimés et un taux de participation de 47,13 % (9 062 voix pour 13 419 votants et 28 475 inscrits).
Michèle Dray-Fitoussi et Sauveur Tortorici sont membres du groupe LREM.

#### Élections de juin 2021
Le premier tour des élections départementales de 2021 est marqué par un très faible taux de participation (33,26 % au niveau national). Dans le canton de Montpellier-3, ce taux de participation est de 30,01 % (9 430 votants sur 31 421 inscrits) contre 33,27 % au niveau départemental. À l'issue de ce premier tour, deux binômes sont en ballottage : Serge Guidez et Karine Wisniewski (PS, 35,93 %) et Alex Frederiksen et Flavia Mangano (RN, 17,98 %).
Le second tour des élections est marqué une nouvelle fois par une abstention massive équivalente au premier tour. Les taux de participation sont de 34,36 % au niveau national, 34,7 % dans le département et 29,95 % dans le canton de Montpellier-3. Serge Guidez et Karine Wisniewski (PS) sont élus avec 74,63 % des suffrages exprimés (6 523 voix pour 9 414 votants et 31 428 inscrits),,. 

## Composition

### Composition avant 1973
Les cantons de Montpellier-I, Montpellier-II et Montpellier-III ont été créés par l'arrêté du 3 Brumaire An X (25 octobre 1801). Le canton de Montpellier-III correspondait à la partie ouest de la ville, c'est-à-dire les quartiers actuels de la Mosson, des Cévennes et de la Croix d'Argent, ainsi qu'aux communes de : Cournonsec, Fabrègues, Grabels, Juvignac, Lavérune, Murviel-lès-Montpellier, Pignan, Saint-Georges-d'Orques, Saint-Jean-de-Védas et Saussan.

### Composition de 1973 à 1992
Le canton de Montpellier-III comprenait les communes de Castelnau-le-Lez, Le Crès et une fraction de Montpellier,.
À la suite du décret du 27 février 1991, les communes de Castelnau-le-Lez et du Crès rejoignent le nouveau canton de Castelnau-le-Lez lors des élections cantonales de 1992.

### Composition de 1992 à 2015

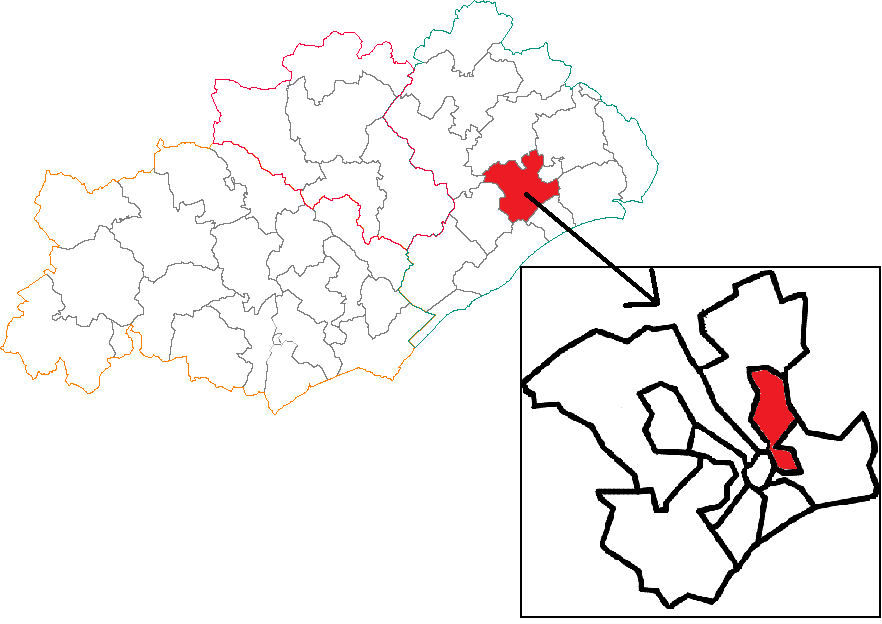
Situation du Canton de Montpellier-3 dans le département de l'Hérault avant 2015.

Il est composé de la commune suivante :
Il inclut les quartiers suivants :
- Antigone ;
- Parc à Ballons ;
- Mermoz ;
- Saint-Lazare ;
- Les Beaux-Arts ;
- Aiguelongue ;
- Justice ;
- Agropolis ;
- Mas de Calenda ;

### Composition depuis 2015
| Nom                                 | Code Insee | Intercommunalité                   | Superficie (km2) | Population (dernière pop. légale)                 | Densité (hab./km2) | Modifier                                    |
| ----------------------------------- | ---------- | ---------------------------------- | ---------------- | ------------------------------------------------- | ------------------ | ------------------------------------------- |
| Montpellier (bureau centralisateur) | 34172      | Montpellier Méditerranée Métropole | 56,88            | Fraction : 54 287 (2022) Commune : 307 101 (2022) | 5 399              | modifier les données · modifier les données |
| Canton de Montpellier-3             | 3417       |                                    |                  | 54 287 (2022)                                     |                    | modifier les données                        |

Le canton est désormais composé de la partie de la commune de Montpellier située à l'est d'une ligne définie par l'axe des voies et limites suivantes : depuis la limite territoriale de la commune de Castelnau-le-Lez, avenue François Delmas, avenue de Nîmes, avenue Saint-Lazare, rue Max Mousseron, rue du Jeu-de-Mail-des-Abbés, avenue de Castelnau, rue du 81e régiment d'Infanterie, rue Francis Garnier, rue Lakanal, rue Bosquet, rue du Faubourg Boutonnet, place Albert Ier, boulevard Pasteur, boulevard Louis Blanc, rue des Écoles Laïques, rue de l'Aiguillerie, rue de la Draperie Rouge, rue de l'Herberie, rue de la Vieille, rue Saint-Ravy, rue Joubert, rue Voltaire, rue Saint-Côme, rue Jules Latreilhe, rue de la Fontaine, rue Lapeyronie, grand-rue Jean Moulin, boulevard du Jeu de paume, boulevard de l'Observatoire, boulevard Victor Hugo, rue Joffre, rue du Clos René, rue Aristide Ollivier, avenue Henri Frenay, rue du Pont-de-Lattes, boulevard de Strasbourg, avenue Albert Dubout, avenue du Petit Train, chemin de Moularès, ligne droite jusqu'au cours d'eau du Lez à l'intersection avec l'avenue du Pirée, cours du Lez, jusqu'à la limite territoriale de la commune de Lattes.

## Démographie

### Démographie avant 2015
| 1962 | 1968 | 1975 | 1982 | 1990   | 1999   | 2006   | 2011   | 2012   |
| ---- | ---- | ---- | ---- | ------ | ------ | ------ | ------ | ------ |
| -    | -    | -    | -    | 22 686 | 25 738 | 28 412 | 27 832 | 27 653 |

### Démographie depuis 2015
En 2022, le canton comptait 54 287 habitants, en évolution de +8,79 % par rapport à 2016 (Hérault : +7,49 %, France hors Mayotte : +2,11 %).
| 2013   | 2018   | 2022   |
| ------ | ------ | ------ |
| 46 950 | 52 152 | 54 287 |

## Galerie photographique

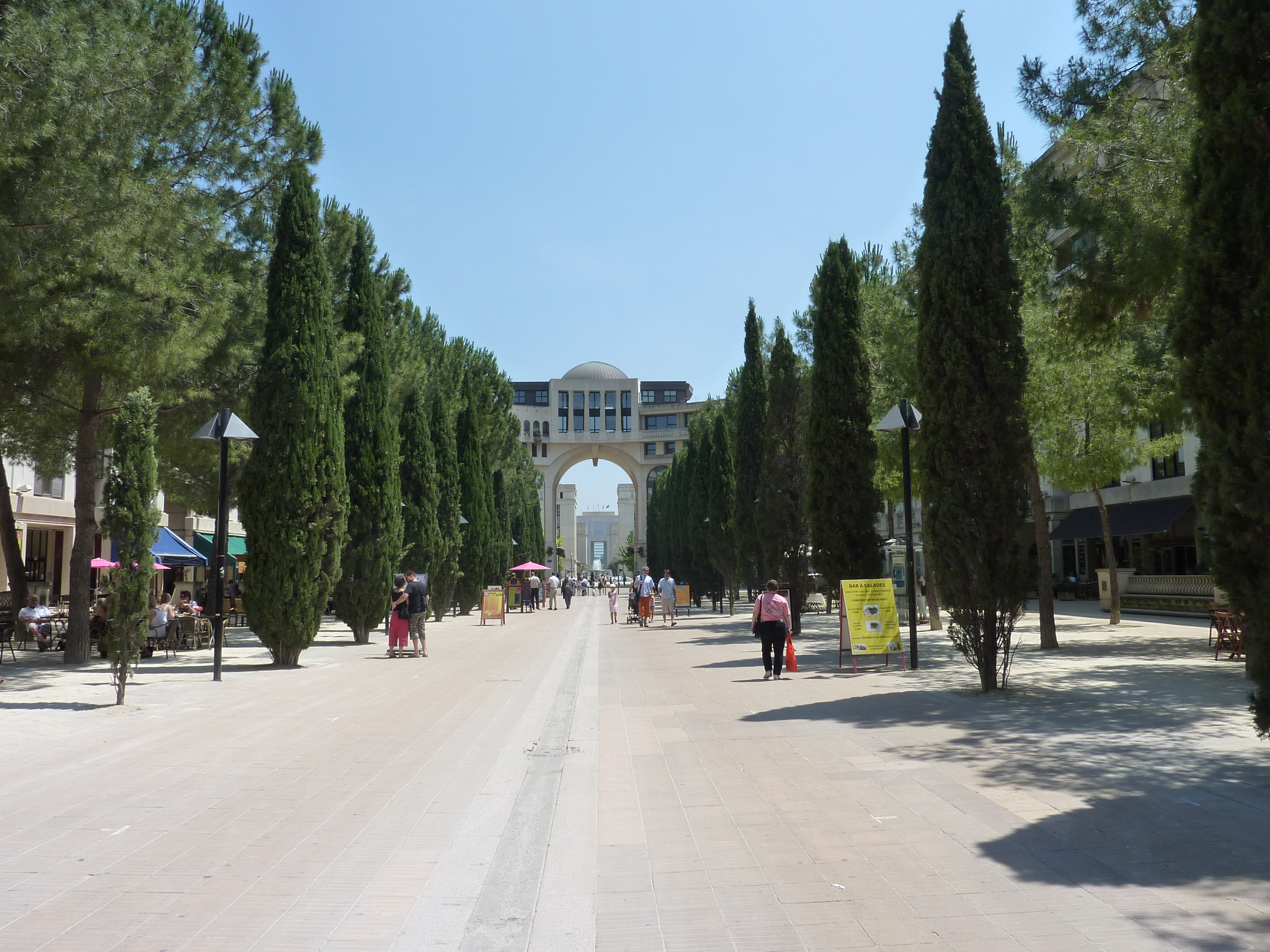
La place du Millénaire.
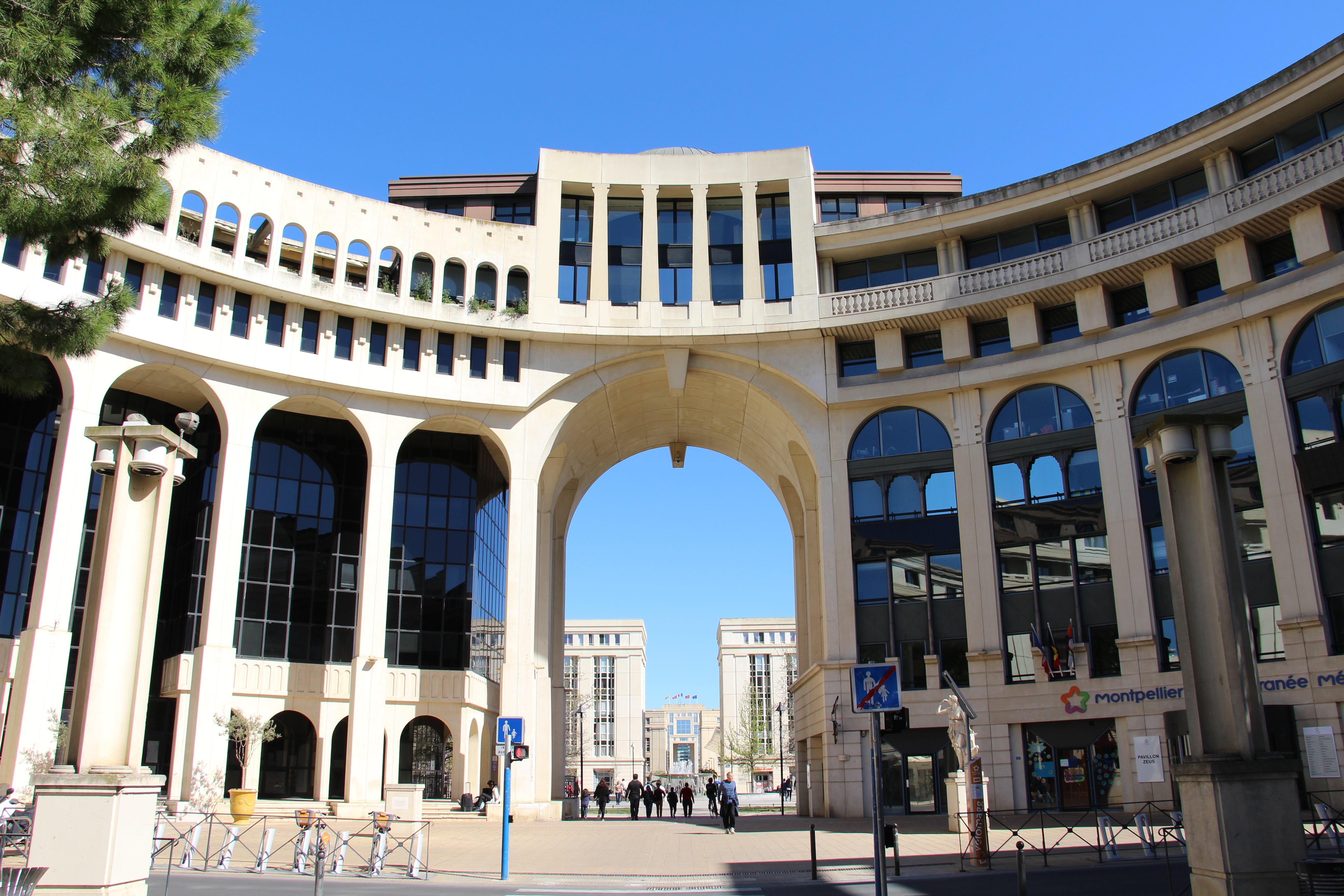
La place Zeus.
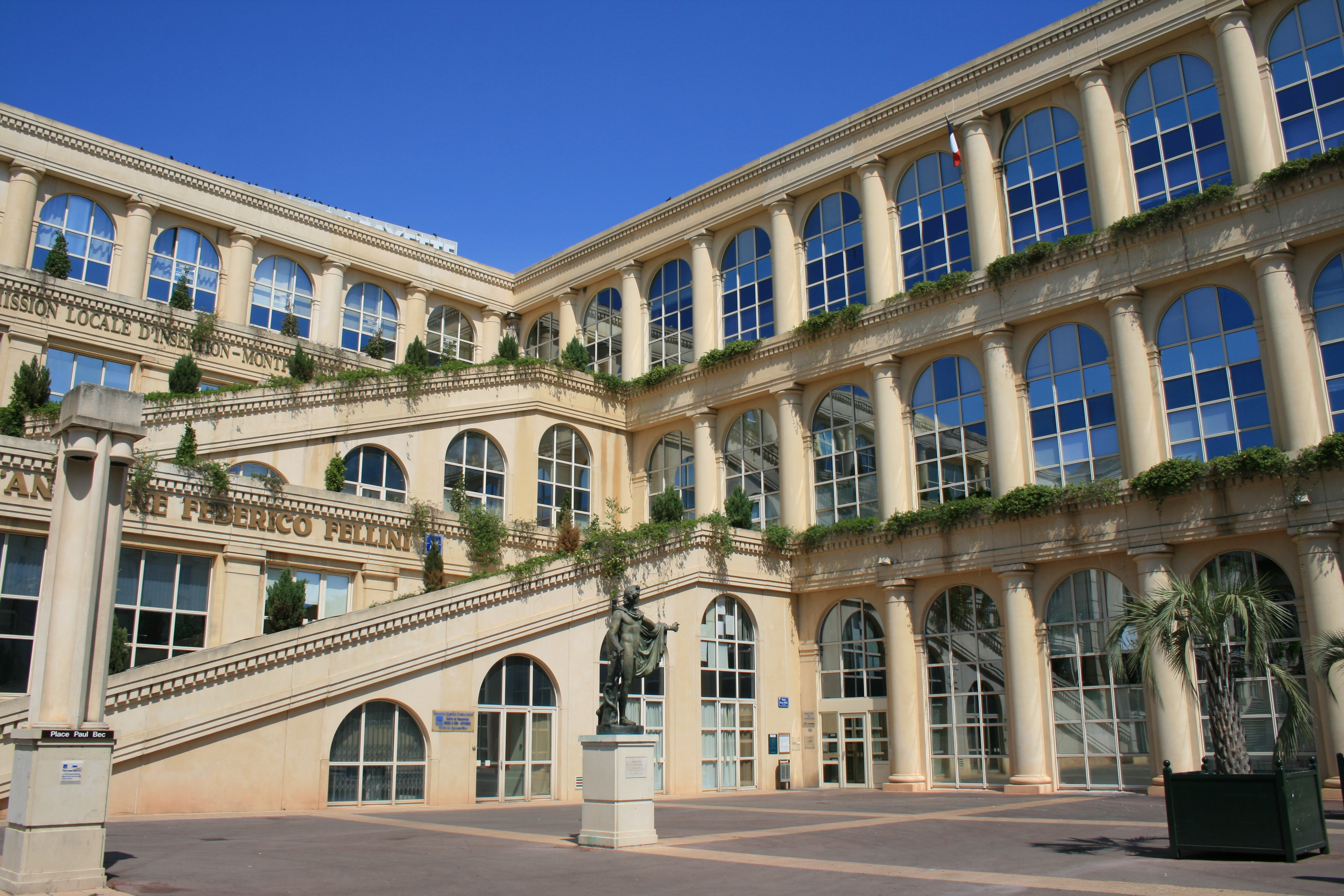
Les Échelles de la Ville.
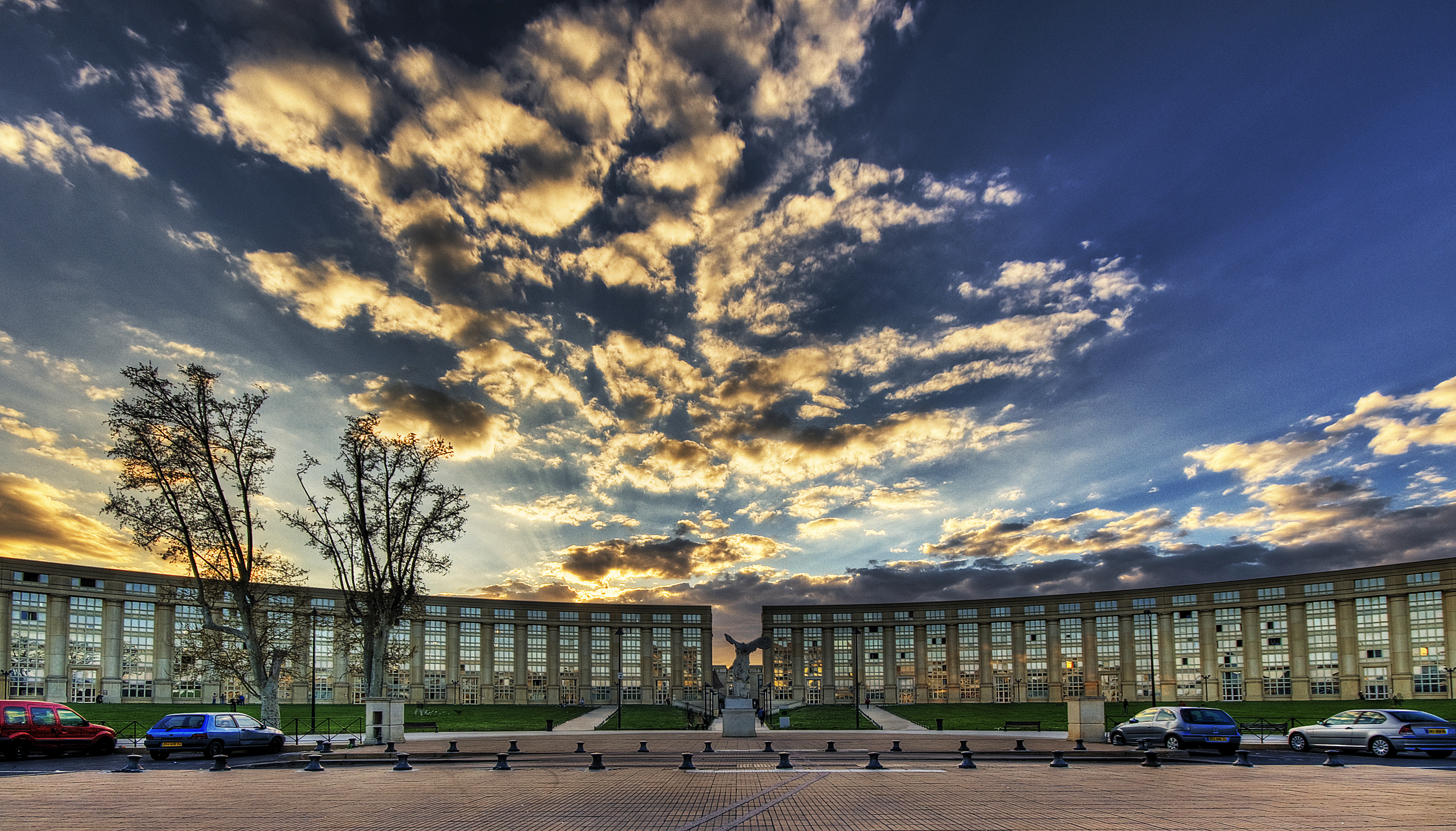
Vue générale de l'esplanade de l'Europe.
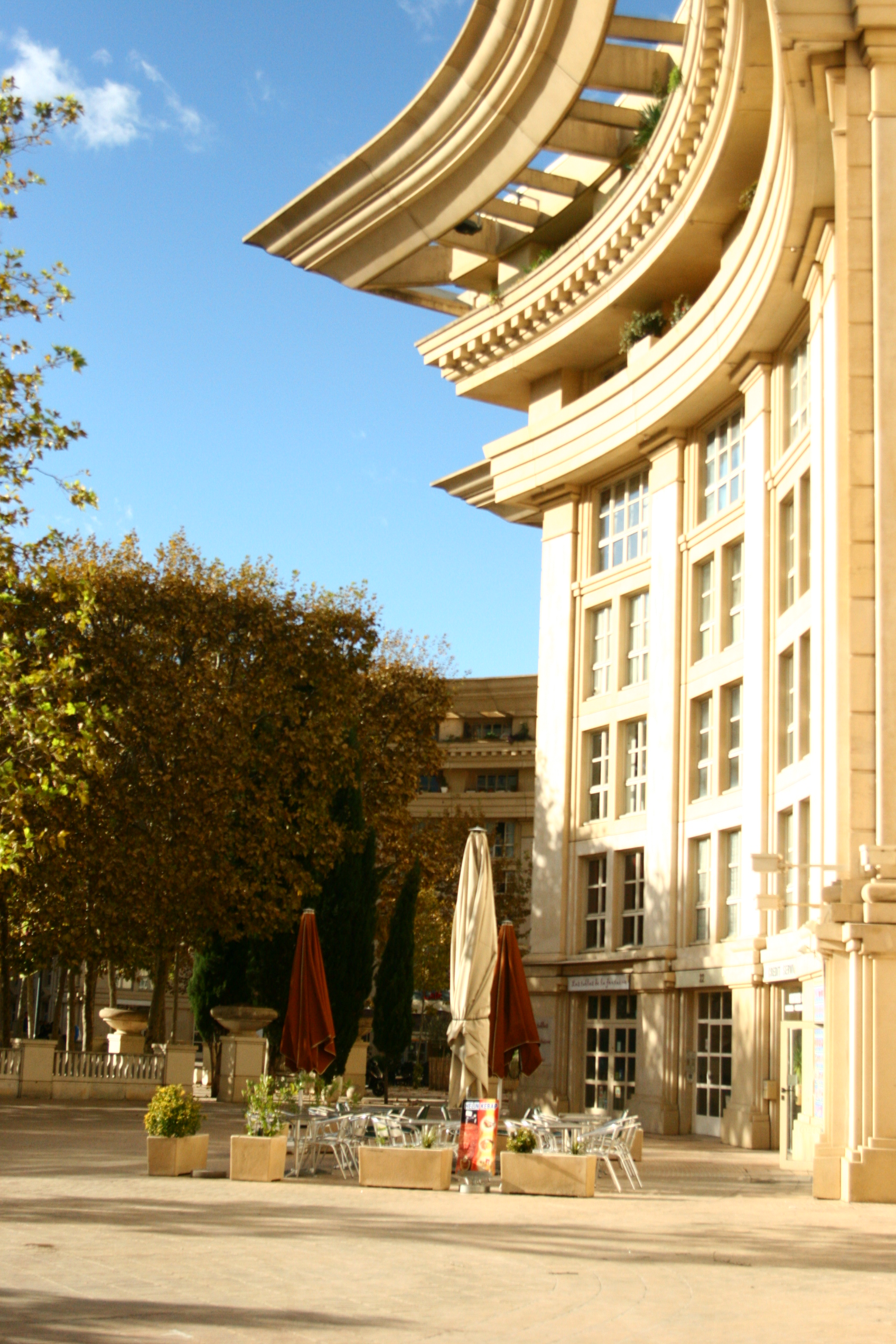
Les immeubles de la Place du Nombre d'Or.